# 尼古拉·皮利奇
尼古拉·皮利奇（1939年8月27日—），克罗地亚男子网球运动员。他曾获得美国网球公开赛男子双打冠军。他也曾参加1963年地中海运动会和1961年夏季世界大学生运动会。